# كارل روبرسون
كارل روبرسون (بالإنجليزية: Karl Roberson؛ مواليد 4 أكتوبر 1990) هو مُقاتل فنون قتالية مختلطة أمريكي.

## وصلات خارجية
- كارل روبرسون على موقع يو إف سي (الإنجليزية)
- كارل روبرسون على موقع شيردوغ (الإنجليزية)
- كارل روبرسون على موقع IMDb (الإنجليزية)
- كارل روبرسون على موقع قاعدة بيانات الفيلم (الإنجليزية)